# Liste des clubs de curling en France
 (mars 2024).
Si vous disposez d'ouvrages ou d'articles de référence ou si vous connaissez des sites web de qualité traitant du thème abordé ici, merci de compléter l'article en donnant les références utiles à sa vérifiabilité et en les liant à la section « Notes et références ».
Voici la liste des actuels clubs de curling en France.
| Ville                    | Nom du club                          | Nombre de licenciés | Site internet                           |
| ------------------------ | ------------------------------------ | ------------------- | --------------------------------------- |
| Albertville              | Olympique Glace Club Albertville     |                     |                                         |
| Allauch                  | Club de Curling Massilia             |                     |                                         |
| Besançon                 | Club de Curling de Besançon          |                     | https://besanconcurling.fr/             |
| Belfort                  | ASM Belfort Vitesse                  |                     |                                         |
| Colmar                   | Colmar Curling                       | 25                  | https://www.patinage-colmar.com/curling |
| Viry-Châtillon           | Club de Curling de Viry-Châtillon    |                     |                                         |
| Vaujany                  | Pierres de feu Curling Vaujany       |                     |                                         |
| Valence                  | Valence Curling                      |                     |                                         |
| Ostwald                  | Club de Curling Kléber de Strasbourg |                     |                                         |
| Saint Pierre et Miquelon | Club de Curling de Saint Pierre      |                     |                                         |
| Saint Gervais-les-Bains  | Curling-Club Saint-Gervais           |                     |                                         |
| Rouen                    | Club Olympique de Rouen              |                     |                                         |
| Pralognan-la-Vanoise     | Club de Curling de Pralognan         |                     |                                         |
| Metz                     | Graoully Metz Curling                | 15                  | https://graoully.club/                  |
| Nice                     | Club de Curling de Nice              |                     |                                         |
| Nice                     | Association Nice Baies des Anges     |                     |                                         |
| Mulhouse                 | ASG Mulhouse                         |                     |                                         |
| Megève                   | Megève Club des Sports               |                     |                                         |
| Lyon                     | Lyon Curling                         | 20                  | https://lyon-curling.fr                 |
| Prémanon                 | Sports de Glace Haut Jura            |                     |                                         |
| Huez                     | Joyeux Rolling Stone                 |                     |                                         |
| Crolles                  | Grenoble Isère Métropole Patinage    |                     |                                         |
| Les Contamines-Montjoie  | Contamines Mointjoie                 |                     |                                         |
| Charleville-Mézières     | Charleville Mézières SG              |                     |                                         |
| Chamonix                 | Chamonix Club des Sports             |                     |                                         |
| Chambéry                 | Chambéry CSG                         |                     |                                         |
| Bordeaux                 | Bordeaux Sports de Glace             |                     |                                         |
| La Garde                 | Curling La Garde                     |                     |                                         |